# Regional Municipality
Eine Regional Municipality (auch Region; deutsch ‚Regionalgemeinde‘) ist eine Verwaltungseinheit in einigen Provinzen Kanadas. Sie ähnelt in ihrer Funktion einem County. Während Countys meistens eher ländlichen Charakter besitzen, sind regional municipalities für gewöhnlich Zusammenfassungen urban geprägter Gebiete.
Die Regionalen Grafschaftsgemeinden in Québec erfüllen ähnliche Aufgaben.

## Liste von Regionalgemeinden
- Waterloo Region
- Niagara Region